# 临泉县 (唐朝)
临泉县，唐朝时设置的县，今属山西省吕梁市临县。
唐朝武德三年(620年)，设置北和州，改太和县为临泉县。贞观三年（629年），废北和州，临泉县属石州。北宋时仍称临泉县，隶属石州，属河东路。元符二年(1099年)，改属晋宁军。舊領克胡、葭蘆二砦。金朝天会元年(1123年)，复名为临水县，废晋宁军，属石州。元朝中统二年(1261年)，改临水县为临泉县，属太原郡。至元三年(1337年)，升为临州。明朝洪武二年(1369年)，临州降为县，属太原府。临县之称由此而定，至今未变。